# 渡辺真由子
渡辺 真由子（わたなべ まゆこ、1975年 - ）は、日本のメディア研究者、ジャーナリスト。

## 経歴・人物
愛知県で生まれ、奈良県・石川県で育つ。石川県立金沢錦丘高等学校を経て、慶應義塾大学文学部人間関係学科人間科学専攻を卒業後、慶應義塾大学大学院政策・メディア研究科後期博士課程で「メディアにおける青少年保護」について研究し、2013年に単位取得退学した。2017年に同大学より博士（政策・メディア）の学位を授与されるも、2018年に著書や博士論文への疑義が出され、2019年3月に同大学は論文剽窃として博士学位を取り消した（後述）。
東京都青少年問題協議会委員。2011年度文部科学省「ケータイモラルキャラバン隊」講師、2014年度法務省「人権啓発指導者養成研修会」講師、2015年度内閣府「児童ポルノ排除対策シンポジウム」パネリスト。会員としてジェンダー法学会、日本語ジェンダー学会、情報通信学会に所属。
メディアリテラシー、いじめ、子どもを性的に描く創作物の規制、青少年の健全育成、児童ポルノ規制、男女共同参画、デートDV、リベンジポルノ、性教育について取り組む。
メディア研究者としては、メディアの暴力・性表現は受け手の価値観に影響を与える（メディア効果論）として、表現規制の更なる強化とリテラシー教育を提言している。
いじめによる自殺を題材としたドキュメンタリー「少年調書～16歳の自殺 遺族は何と闘ったか～」のディレクターとして日本民間放送連盟賞最優秀賞（ラジオ報道）、放送文化基金賞優秀賞を受賞（2001年）した。

## 著作権侵害と博士学位の取り消し
2018年11月28日、株式会社勁草書房は、渡辺の著書『「創作子どもポルノ」と子どもの人権』に、「編集過程で原典の確認を怠ったミス」により「無断転載の事実が判明」したとして、同著の絶版・回収処置を取ることを公式HPにて発表した。同社によると、11月にSNS上で同著での無断転載に関する指摘を発見し、確認の結果、別の著者の論文から許可なく転載したとみられる表現が、本のほぼ1章分に相当する範囲で見つかった。該当箇所は、全7章の中の第6章で、外国の事例に関する論文をかなりの文量で転載しており、同社編集部はこれを「引用とはいえず、無断転載に当たる」と判断した。改訂版を出す予定はない。なお同著に無断転載されたのは、間柴泰治の論文「日米英における児童ポルノの定義規定」などであった。同日に渡辺は、自身のブログで「出版社側との編集過程における齟齬により、一部に無断転載と受け取られる記述が存在していたことが明らかになりました。当方と致しましては、無断転載の意図は一切ございません」とし、「結果的にこのような形で出版がなされたことにつきまして、慚愧に堪えない思いです」とコメントした。
2018年12月11日、『朝日新聞』は「慶應義塾大学内で渡辺の論文に関する調査委員会を設置した」と報じた。同大学広報室によると調査対象になったのは、渡辺が16年度に提出した博士論文『児童ポルノ規制の新たな展開』である。同論文を元に出版された著書の絶版・回収が決まったとの報道を受けての対応であり、博士号を出した大学院政策・メディア研究科を中心に調査を始めたと述べている。
2019年3月20日、慶應義塾大学は「当該学位論文に先行研究の成果に関する適切な表示を欠く流用が含まれていた」として、渡辺真由子の博士号を取り消すことを発表した。これに対して渡辺は「故意ではない」とした上で調査委員会に疑念を呈し、「大学側の対応はアカデミックハラスメントに当たる可能性がある」として不服申し立てを行なったが、却下された。
社会・文化史研究家の三橋順子は本件に対して、「明白な盗用であり、大規模で悪質な剽窃である」と批判している。

## 著作

### 書籍
- 『オトナのメディア・リテラシー』（慶應大学テキスト、リベルタ出版、2007年10月）(ISBN 978-4-90372407-2)
- 渡辺真由子『大人が知らないネットいじめの真実』ミネルヴァ書房、2008年。ISBN 9784623052264。 NCID BA86606690。全国書誌番号:21465869。
- 『ニッポンの評判』（新潮社、共著、2008年8月）(ISBN 978-4-10610276-9)
- 『小児科臨床ピクシス～不登校・いじめ』(中山書店、共著、2010年3月) (ISBN 978-4-52173187-2)
- 『プロフ中毒ケータイ天国 子どもの秘密がなくなる日』（主婦の友新書、2010年11月）(ISBN 978-4-07-273347-9)
- 『性情報リテラシー』（電子書籍、2012年12月）ASIN B00GUCH44C
- 『リベンジポルノ～性を拡散される若者たち』（弘文堂、2015年11月）(ISBN 978-4-335-55175-8)
- 『「創作子どもポルノ」と子どもの人権: マンガ・アニメ・ゲームの性表現規制を考える』（博士論文の書籍化、勁草書房、2018年4月）(ISBN 978-4326451135)

### 学位剥奪論文
- 渡邊真由子「児童ポルノ規制の新たな展開 : 創作物をめぐる国内制度の現状及び国際比較による課題」慶應義塾大学 博士(政策・メディア) 甲第4581号、2017年、NAID 500001063903。

### 論説
- 渡辺真由子「性的有害情報に関する実証的研究の系譜:～従来メディアからネットまで」『情報通信学会誌』第30巻第2号、情報通信学会、2012年、2_81-2_88、doi:10.11430/jsicr.30.2_81、ISSN 0289-4513、NAID 130002577804。

### 紀要
- 渡辺真由子「ネット上の性情報に対する規制とメディア・リテラシー教育のあり方の国際比較 (特集 ネット時代のメディア・リテラシー)」『メディア・コミュニケーション』第61号、慶應義塾大学メディア・コミュニケーション研究所、2011年3月、59-73頁、ISSN 13441094、NAID 120005844656。
- Regulations and Media Literacy Education on Online Obscene Harmful Information: A Japanese Perspective （Keio Communication Review No.34, 2012）[27][28]

### 研究ノート
- 渡辺真由子「子どもポルノをめぐる国際動向と人権」『情報通信政策レビュー』第10巻、総務省情報通信政策研究所、2015年、1-25頁、doi:10.24798/icpr.10.0_1、NAID 130007897206。